# Busto dos Cardeais Agostino e Pietro Valier
Os Bustos dos Cardeais Agostino e Pietro Valier são dois retratos esculturais produzidos em 1627 pelo artista italiano Gian Lorenzo Bernini e membros de seu estúdio. É provável que o busto de Pietro tenha sido confeccionado em grande parte por Andrea Bolgi, seguindo os desenhos de Bernini. Já o retrato de Agostino foi produzido pelo próprio Bernini. Ambas as esculturas permanecem no Seminário de Veneza, local para o qual foram originalmente construídas.